# Flávio Viegas Amoreira
Flávio Viegas Amoreira é escritor, poeta, contista e crítico literário. O escritor é uma das vozes mais destacadas da nova literatura brasileira surgida na virada do século com a chamada "Geração 00". Utiliza forte experimentação formal e inovação de conteúdos, alternando gêneros diversos em sintaxe fragmentada.

## Biografia
Flávio Viegas Amoreira, nascido em Santos em 1965, é escritor, poeta, contista, romancista, dramaturgo e jornalista. Ao longo de sua carreira, foi parceiro estético de importantes compositores, como Gilberto Mendes e Livio Tragtenberg, com quem desenvolveu projetos de integração entre literatura e música. Em 2022, por ocasião do centenário de Gilberto Mendes, o escritor publicou uma biografia em homenagem ao músico e maestro santista.   Ativo como agitador cultural, desenvolve projetos em São Paulo, Rio de Janeiro e no Litoral Paulista, promovendo discussões sobre artes de vanguarda, saraus poéticos e oficinas de criação literária.
Sua produção literária inclui 14 livros, entre eles Maralto, A Biblioteca Submergida, Contogramas, Escorbuto, Cantos da Costa, Edoardo, o Ele de Nós, Oceano Cais, Desaforismos e Pessoa doutra margem. Amoreira também participou de diversas antologias de poesia e conto, incluindo Geração Zero Zero, que reúne escritores inovadores lançados na primeira década do século XXI, organizada pelo crítico Nelson de Oliveira.
No teatro, além de atuar como dramaturgo, concedeu uma polêmica entrevista ao diretor Antônio Abujamra no programa Provocações, da TV Cultura, onde discutiu temas relevantes para a literatura e a cultura brasileira. Seu engajamento nas universidades, nas revistas, nas redes sociais e na criação de arte digital destaca-se, reafirmando-o como uma das figuras mais dinâmicas da Novíssima Literatura Brasileira.
Flávio Viegas Amoreira é associado ao movimento cultural santista que surgiu no final dos anos 70 e início dos anos 80, período marcado por desafios na cena artística e política pós-abertura do regime militar. Seu trabalho é caracterizado por uma profunda ligação com a geografia de Santos, cidade que inspira sua poesia e sua crítica social, frequentemente permeada por metáforas marítimas e um olhar atento às transformações culturais. Ao longo de sua carreira, Amoreira também atuou como professor em oficinas literárias. Em 2024, Flávio Viegas Amoreira foi eleito para a Academia Santista de Letras (ASL), ocupando a cadeira 25, cujo patrono é o poeta Vicente de Carvalho, consolidando sua influência no cenário literário. Flavio Viegas Amoreira tem se dedicado ao resgate de artistas ligados à cidade de Santos, destacando sua importância na literatura brasileira. Em 2024, organizou Vicente de Carvalho redescoberto (Editora Costelas Felinas), publicado no centenário da morte do poeta. Atualmente, Flávio Viegas Amoreira é colunista do jornal santista A Tribuna.

## Crítica literária
O crítico literário norte-americano e professor da Universidade da Flórida Charles Perrone, em seu livro Brazil, Lyric, and the Americas, analisa a obra Escorbuto: Cantos da Costa, de Flávio Viegas Amoreira. Perrone destaca o caráter pós-moderno e experimental do autor, descrevendo-o como "um escritor pós-moderno delirante que se apropria de quaisquer e todas as fontes, cuja consciência difusa gera densos fluxos de palavras e imagens de fenômenos culturais marcantes, alguns dos quais emergem à superfície para maior exposição ou proposição." 
A crítica literária e professora da USP Aurora Bernardini analisou o livro Apesar de Você, Eu Conto, de Flávio Viegas Amoreira, destacando sua inovação em termos de "escritura internética". Segundo Bernardini, a obra, composta por 52 minicontos de “palavras em liberdade”, apresenta características persistentes na obra de Moreira, como a supressão da pontuação, violação da ortografia, verbos no infinitivo e vastas analogias. 
O professor da USP Mario Tommaso Pugliese Filho analisou o livro Edoardo, o Ele de Nós (Editora 7Letras), de Flávio Viegas Amoreira, destacando sua complexidade narrativa e temática. Segundo Pugliese, a obra explora a relação homossexual sob uma perspectiva que contrapõe o “ser”, entendido como uma união metafísica e essencial do encontro amoroso, ao “ficar”, conceito contingente associado ao descompromisso erótico. O autor utiliza a fisicalidade como um meio de ironizar a ideia metafísica, sugerindo trocadilhos de duplo sentido. 

## Obras
- Maralto (7Letras, 2002);

- A Biblioteca Submergida (7Letras, 2003);
- Contogramas (7Letras, 2004);
- Escorbuto, cantos da costa, (7Letras, 2005)
- Edoardo, o Ele de Nós (2007),
- Os contornos da serra são adeuses do oceano ao cais (Dulcineia Catadora, 2007)
- Sampoema (Ateliê Acaia, 2008)
- Clarice Lispector: roteiro do insondável
- Desaforismos & Tramas de Metrô (Kazuá, 2015)
- O Vazio Refletido na Luz do Nada (Kazuá, 2015)
- Whitman Meu Brother (Imaginário Coletivo, 2019)
- Pessoa doutra margem (Imaginário Coletivo, 2019)
- Gilberto Mendes: Notas biográficas (2021)
- Apesar de você, eu conto (Kotter, 2022)
- Whitman e Pessoa, meus camaradas (Kotter, 2023)
- Des Casulo (Costelas Felinas, 2024)
- Vicente de Carvalho redescoberto (Costelas Felinas, 2024)[14]